# Gerritea pseudopetiolata
Gerritea es un género monotípico de plantas herbáceas de la familia de las poáceas. Su única especie, Gerritea pseudopetiolata Zuloaga, Morrone & Killeen, es originaria de Sudamérica donde se encuentra en La Paz Bolivia.

## Descripción
Son plantas perennes; cespitosas con tallos de 20-100 cm de altura (procumbentes, de 120 cm de longitud); herbáceas ; profusamente ramificadas anteriormente. Los nodos de los culmos ocultos por vainas de las hojas; peludas (pilosa, con pelos blanquecinos largos). Entrenudos de culmos huecos.  Brotes joven intravaginales y hojas basales no agregadas (en su mayoría caulinarias); minuciosamente auriculadas; sin setas auriculares . Las hojas linear-lanceoladas; amplias para reducidas; de 7-15 mm de ancho; planas; pseudopecioladas (atenuación a un 2 cm del largo pseudopeciolo. La lígula es una membrana con flecos (abaxialmente pilosos); truncada; de 0,3-0,6 mm de largo. Plantas bisexuales, con espiguillas bisexuales; con flores hermafroditas. Las espiguillas todos por igual en la sexualidad; hermafroditas.

## Taxonomía
Gerritea pseudopetiolata fue descrita por Zuloaga, Morrone & Killeen y publicado en Novon 3(2): 213, f. 1–2. 1993.
Etimologíaː
Gerritea: nombre genérico que fue nombrado en honor de Gerrit Davidse, agrostólogo. 
pseudopetiolata: epíteto latíno que significa "pseudo peciolada".